# Готфрид VI (Цигенхайн)
Готфрид VI фон Цигенхайн (на немски: Gottfried VI von Ziegenhain; * 1262; † 30 ноември 1304) от графската фамилия Цигенхайн, е от 1272 г. до смъртта си граф на Цигенхайн.

## Произход
Той е единственият син на граф Готфрид V фон Цигенхайн († 1272) и съпругата му Хедвиг фон Кастел († сл. 1291), дъщеря на граф Фридрих I фон Кастел († ок. 1251/1254) и съпругата му Берта фон Хенеберг († ок. 1254/1257).
Когато баща му умира, той е на 10 години и управлява първо под опекунството на майка му.

## Фамилия
Готфрид се жени на 25 юни 1282 г. за Мехтхилд (Матилда) фон Хесен (1267 – 1332), дъщеря на ландграф Хайнрих I фон Хесен и Аделхайд фон Брауншвайг-Люнебург. Те имат децата:
- Йохан I († 1359), граф на Цигенхайн (1304 – 1359) и Нида (1333 – 1359), женен I. за Лукардис фон Цигенхайн-Нида († 1333), II. за Аделхайд
- Ото (1304 – 1366), каноник в Майнц и Кьолн
- Аделхайд фон Цигенхайн († 1322), омъжена за граф Хайнрих II фон Ринек († 1343)
- Хедвиг (Мехтилд) († сл. 1355), омъжена 1319 г. за граф Попо IIII фон Еберщайн († 1329)
- Айлика († сл. 1361), абатиса на Алтенберг и Вецлар (1356 – 1361)
- Хайнрих